# Valeri Garkalin
Valeri Borisovitx Garkalin, rus: Валерий Борисович Гаркалин, (Moscou, 11 d'abril de 1954 – Moscou, 20 de novembre de 2021) fou un actor rus.

## Mort
Va morir el 20 de novembre de 2021 a les 00:30 a l'edat de 68 anys en un hospital de Moscou a Kommunarka per complicacions causades pel coronavirus. Causa de la mort: insuficiència múltiple d'òrgans causada per sèpsia i xoc sèptic